# Lucieni
Lucieni là một xã thuộc hạt Dâmbovița, România. Dân số thời điểm năm 2002 là 6362 người.